# Ronde van Frankrijk 2013/Zestiende etappe

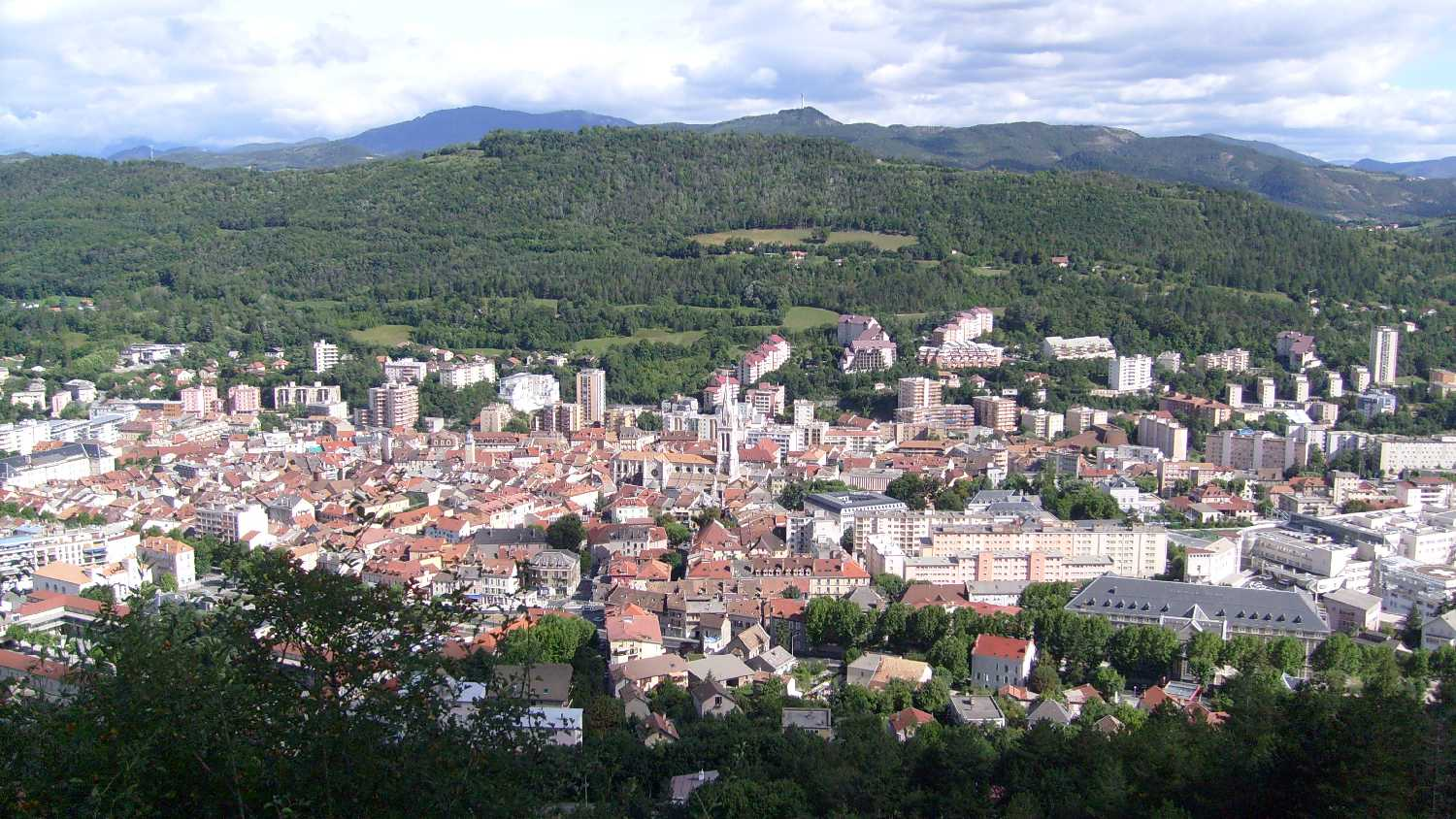
Gap

De zestiende etappe van de Ronde van Frankrijk 2013 werd verreden op dinsdag 16 juli 2013 over een afstand van 168 kilometer van Vaison-la-Romaine naar Gap.

## Parcours
Het is een heuvelrit met één beklimming van de derde categorie en twee van de tweede. Op 123 km is er een tussensprint in Veynes.

## Verloop
Al na 4 kilometer vormde zich een grote kopgroep van 20 renners, maar die kon niet voorblijven, waarna een chaotische periode met diverse pogingen uiteindelijk een nog grotere kopgroep van 26 man tot gevolg had. Hoogst genoteerd in het klassement is Daniel Navarro, twintigste op 23'36" van Froome. Er zitten twee Belgen in de kopgroep: Philippe Gilbert en Thomas De Gendt, en twee Nederlanders, Johnny Hoogerland en Tom Dumoulin. Het peloton moest even halt houden voor een gesloten overweg, waardoor de voorsprong van de kopgroep uitliep tot boven de acht minuten en later zelfs meer dan 10.
Blel Kadri viel al vroeg aan, bijna 35 kilometer voor de finish, en kreeg Jean-Marc Marino mee. Hun voorsprong groeide al snel tot circa 20 seconden. In de beklimming van de Col de Manse maakte Adam Hansen de sprong naar de twee koplopers; Tom Dumoulin slaagde er niet in. Kadri en Marino werden bijgehaald, later ook Hansen, terwijl veel rijders van de kopgroep moesten lossen. Jérôme Coppel was de volgende die aanviel. Rui Costa haalde Coppel bij, Nicolas Roche deed een vergeefse poging. Costa loste Coppel. Achter Costa vormde zich een nieuwe achtervolgersgroep met Coppel, Arnold Jeannesson, Christophe Riblon en later ook Andreas Klöden.
In het peloton waagde Katjoesja voor Rodríguez een versnelling met Moreno. Moreno zakte weg en Rodríguez en later Richie Porte namen de leiding over, waarbij slechts Froome, Contador, Kreuziger, Mollema, Quintana en Valverde konden volgen. Contador en Kreuziger deden meerdere aanvallen, maar Porte wist ze steeds terug te halen, totdat hij de groep moest laten gaan en Froome zelf de aanvallen moest neutraliseren. Porte keerde weer terug naar de groep, die nu werd geleid door Valverde in dienst van Quintana. In de afdaling viel Contador en raakte ook Froome daardoor van de weg, waardoor ze een kleine achterstand op de rest van de groep kregen. Porte hielp mee het tweetal terug te brengen. Laurens ten Dam en Jakob Fuglsang zaten in een groep die ongeveer 1 minuut verloor, en zakten daardoor licht in het klassement.

### Tussensprint
| Tussensprint Veynes na 123 km |                      |        |
| Plaats                        | Naam                 | Punten |
| Winnaar                       | Thomas De Gendt      | 20     |
| 2                             | Johnny Hoogerland    | 17     |
| 3                             | Arnold Jeannesson    | 15     |
| 4                             | Philippe Gilbert     | 13     |
| 5                             | Cameron Meyer        | 11     |
| 6                             | Michael Albasini     | 10     |
| 7                             | Christophe Riblon    | 9      |
| 8                             | Blel Kadri           | 8      |
| 9                             | Jean-Marc Marino     | 7      |
| 10                            | Joeri Trofimov       | 6      |
| 11                            | Peter Velits         | 5      |
| 12                            | Laurent Didier       | 4      |
| 13                            | Ramūnas Navardauskas | 3      |
| 14                            | Cyril Gautier        | 2      |
| 15                            | Andreas Klöden       | 1      |

### Bergsprint
| Beklimming Côte de la Montagne de Bluye na 17.5 km | Beklimming Côte de la Montagne de Bluye na 17.5 km | Beklimming Côte de la Montagne de Bluye na 17.5 km | 3e cat. 5.7 km à 5.6 % | 3e cat. 5.7 km à 5.6 % |
| Plaats                                             | Naam                                               | Naam                                               | Punten                 |                        |
| Winnaar                                            | Ryder Hesjedal                                     | Ryder Hesjedal                                     | 2                      |                        |
| 2                                                  | Laurent Didier                                     | Laurent Didier                                     | 1                      |                        |

| Beklimming Col de Macuègne na 48 km | Beklimming Col de Macuègne na 48 km | Beklimming Col de Macuègne na 48 km | 2e cat. 7.6 km à 5.2 % | 2e cat. 7.6 km à 5.2 % |
| Plaats                              | Naam                                | Naam                                | Punten                 |                        |
| Winnaar                             | Johnny Hoogerland                   | Johnny Hoogerland                   | 5                      |                        |
| 2                                   | Laurent Didier                      | Laurent Didier                      | 3                      |                        |
| 3                                   | Jérôme Coppel                       | Jérôme Coppel                       | 2                      |                        |
| 4                                   | Andreas Klöden                      | Andreas Klöden                      | 1                      |                        |

| Beklimming Col de Manse na 156.5 km | Beklimming Col de Manse na 156.5 km | Beklimming Col de Manse na 156.5 km | 2e cat. 9.5 km à 5.2 % | 2e cat. 9.5 km à 5.2 % |
| Plaats                              | Naam                                | Naam                                | Punten                 |                        |
| Winnaar                             | Rui Costa                           | Rui Costa                           | 5                      |                        |
| 2                                   | Jérôme Coppel                       | Jérôme Coppel                       | 3                      |                        |
| 3                                   | Christophe Riblon                   | Christophe Riblon                   | 2                      |                        |
| 4                                   | Arnold Jeannesson                   | Arnold Jeannesson                   | 1                      |                        |

## Uitslagen
| Rituitslag Vaison-la-Romaine - Gap (168 km) |                      |                    |          |
| Plaats                                      | Naam                 | Ploeg              | Tijd     |
| Winnaar                                     | Rui Costa            | Team Movistar      | 3u52'45" |
| 2                                           | Christophe Riblon    | AG2R-La Mondiale   | + 42"    |
| 3                                           | Arnold Jeannesson    | FDJ.fr             | z.t.     |
| 4                                           | Jérôme Coppel        | Cofidis            | z.t.     |
| 5                                           | Andreas Klöden       | RadioShack-Leopard | z.t.     |
| 6                                           | Tom Dumoulin         | Argos-Shimano      | + 1'00"  |
| 7                                           | Mikel Astarloza      | Euskaltel-Euskadi  | + 1'01"  |
| 8                                           | Philippe Gilbert     | BMC Racing Team    | + 1'04"  |
| 9                                           | Cameron Meyer        | Orica-GreenEdge    | z.t.     |
| 10                                          | Ramūnas Navardauskas | Garmin-Sharp       | z.t.     |

| Strijdlustigste renner |           |               |
|                        | Naam      | Ploeg         |
|                        | Rui Costa | Team Movistar |

## Klassementen
| Algemeen Klassement |                        |                    |           |
| Plaats              | Naam                   | Ploeg              | Tijd      |
| Gele trui           | Chris Froome           | Sky ProCycling     | 65u15'36" |
| 2                   | Bauke Mollema          | Belkin Pro Cycling | + 4'14"   |
| 3                   | Alberto Contador       | Team Saxo-Tinkoff  | + 4'25"   |
| 4                   | Roman Kreuziger        | Team Saxo-Tinkoff  | + 4'28"   |
| 5                   | Nairo Quintana         | Team Movistar      | + 5'47"   |
| 6                   | Laurens ten Dam        | Belkin Pro Cycling | + 5'54"   |
| 7                   | Joaquim Rodríguez      | Katjoesja          | + 7'11"   |
| 8                   | Jakob Fuglsang         | Astana Pro Team    | + 7'22"   |
| 9                   | Jean-Christophe Péraud | AG2R-La Mondiale   | + 8'47"   |
| 10                  | Daniel Martin          | Garmin-Sharp       | + 9'28"   |
|                     |                        |                    |           |
| 16                  | Maxime Monfort         | RadioShack-Leopard | +14'47"   |

| Ploegenklassement |                        |            |
| Plaats            | Ploeg                  | Tijd       |
|                   | RadioShack-Leopard     | 195u00'32" |
| 2                 | Team Saxo-Tinkoff      | + 3'11"    |
| 3                 | AG2R-La Mondiale       | + 4'04"    |
| 4                 | Team Movistar          | + 14'00"   |
| 5                 | Belkin Pro Cycling     | + 19'08"   |
| 6                 | Team Katjoesja         | + 28'24"   |
| 7                 | BMC Racing Team        | + 37'33"   |
| 8                 | Garmin-Sharp           | + 49'51"   |
| 9                 | Omega Pharma-Quickstep | + 58'12"   |
| 10                | Euskaltel-Euskadi      | +1u05'51"  |

## Nevenklassementen
| Puntenklassement |                 |                        |        |
| Plaats           | Naam            | Ploeg                  | Punten |
| Groene trui      | Peter Sagan     | Cannondale             | 377    |
| 2                | Mark Cavendish  | Omega Pharma-Quickstep | 278    |
| 3                | André Greipel   | Lotto-Belisol          | 223    |
|                  |                 |                        |        |
| 10               | Thomas De Gendt | Vacansoleil-DCM        | 84     |
| 15               | Bauke Mollema   | Belkin Pro Cycling     | 87     |

| Bergklassement |                 |                    |        |
| Plaats         | Naam            | Ploeg              | Punten |
| Bolletjestrui  | Chris Froome    | Sky ProCycling     | 83     |
| 2              | Nairo Quintana  | Team Movistar      | 66     |
| 3              | Mikel Nieve     | Euskaltel-Euskadi  | 53     |
|                |                 |                    |        |
| 9              | Bauke Mollema   | Belkin Pro Cycling | 20     |
| 14             | Thomas De Gendt | Vacansoleil-DCM    | 15     |

| Jongerenklassement |                    |                        |           |
| Plaats             | Naam               | Ploeg                  | Tijd      |
| Witte trui         | Nairo Quintana     | Team Movistar          | 65u21'23" |
| 2                  | Michał Kwiatkowski | Omega Pharma-Quickstep | + 3'50"   |
| 3                  | Andrew Talansky    | Team Garmin-Sharp      | + 7'45"   |
|                    |                    |                        |           |
| 6                  | Tom Dumoulin       | Argos-Shimano          | + 56'16"  |
| 25                 | Sep Vanmarcke      | Belkin Pro Cycling     | +2u28'11" |

## Opgave
- Danny van Poppel (Vacansoleil-DCM); niet gestart: tijdens rustdag opgegeven
- Thibaut Pinot (FDJ.fr); niet gestart: keelklachten